# 厄特加爾峰
厄特加爾峰（英語：Utgard Peak），是南極洲的山峰，位於維多利亞地，處於沃拉克峰東北面1.5公里，屬於阿斯加德山脈的一部分，海拔高度2,050米，在1982年由新西蘭南極名稱諮詢委員會命名，現時由南極條約體系管理。